# Bellissima Films
Bellissima Films est une marque française de distribution de films spécialisée dans la promotion et la diffusion de films italiens en France appartenant à la société Bling Flamingo.

## Films
- Un tigre parmi les singes (septembre 2011)
- Une vie tranquille (aout 2011)
- L'amour a ses raisons (juillet 2009) (sortie France : juin 2011)
- La pecora nera (juillet 2009) (sortie France : avril 2011)
- La bella gente (juillet 2009) (sortie France : février 2011)
- Fortapàsc (juillet 2009) (sortie France : janvier 2011)
- Draquila : L'Italie qui tremble (sortie France : novembre 2010)

- L'Heure du crime (sortie France : août 2010)
- Question de cœur (sortie France : juillet 2010)
- La bocca del lupo (sortie France : juin 2010)

## Liens
- Site officiel